# کمد (فیلم ۲۰۰۷)
کمد (انگلیسی: The Closet) فیلمی در ژانر ترسناک است که در سال ۲۰۰۷ منتشر شد.